# Chapelle de Montcalm
La chapelle de Montcalm est une chapelle  situé sur la vaste commune de  Vauvert, dans la partie gardoise de la Camargue. Elle dépendait du riche domaine viticole tout proche, érigé par la famille Noilly Prat à partir de 1882. La même famille qui réaménagea le château d'Avignon dans les Bouches-du-Rhône, à la même époque.

## Situation et accès
La chapelle de Montcalm est située sur la commune de Vauvert, au sud-est de Gallician et de l'étang du Charnier. Elle est accessible par la route départementale 779 depuis Gallician, ou la route départementale 78, à l'est Aigues-Mortes.

## Histoire
La construction de cette chapelle date de la seconde moitié du XIXe siècle. Elle faisait partie des dépendances du domaine viticole voisin de Montcalm à ne pas confondre avec le château de Montcalm sur la commune de Vestric et Candiac .... Elle est actuellement propriété d'une association diocésaine, et inscrite aux titres de monuments historiques, sur la base Mérimée, depuis le 31 juillet 2000.

## Architecture

### Le bâtiment
De style néo-romano-byzantine avec une nette influence provençale, de plan centré, elle compte une coupole en son centre avec un élégant clocher qui la surmonte à la croisée du transept . Ses vitraux, d'Édouard Didron, datent de 1886. Ils retracent la vie de saint Lazare. Les plans seraient dus à Auguste Véran, Henri Revoil voire un troisième architecte extérieur à la région, très en vogue auprès de la grande bourgeoisie à la fin du XIXe siècle.